# 自動車タイヤ新聞
自動車タイヤ新聞（じどうしゃタイヤしんぶん）は毎週水曜日に自動車春秋社から発行される自動車タイヤの専門紙である。

## 概要
国内外の自動車タイヤおよび、タイヤメーカーに関するニュースを取り扱う週刊新聞。発行部数は1万部。ダブロイド版の4から12ページで構成される。
現在は紙の新聞のほか、同様の紙面をPDF化して発行している。
日本国内だけでなく海外にも販売しており、国内における自動車タイヤの専門新聞としては、最も長い歴史を持っている。
同社は新聞のほか、車両別に適合するタイヤの諸元を集めたタイヤ諸元表、メーカー各社が販売するタイヤのサイズを集めたタイヤサイズブックを毎年刊行している。

## 沿革
1962年創刊。

## 購読者
国内外タイヤメーカー及び販売会社などのタイヤ関係の業界、行政機関、大使館、銀行など